# Ioakim (Blagovidov)
Ioakim (světským jménem: Jakov Alexejevič Blagovidov; 19. října 1860, Kašpir – 18. října 1930, Uljanovsk) byl ruský pravoslavný duchovní Ruské pravoslavné církve a arcibiskup uljanovský.

## Život
Narodil se 19. října 1860 v obci Kašpir v Syzranském ujezdu Simbirské gubernie.
Roku 1882 dokončil Simbirský duchovní seminář a na začátku října 1884 byl rukopoložen na diákona a 14. října na jereje.
Roku 1883 se oženil s Marií Feodorovnou, dcerou zesnulého kněze. Spolu měli osm dětí.
Roku 1886 dokončil studium na Kazaňské duchovní akademii s titulem kandidáta bohosloví.
Dne 1. srpna 1886 byl ustanoven jerejem v chrámu svatého Mikuláše v Jelabuze a učitelem Zákona Božího Jebalužského učiliště.
Od 18. ledna 1894 byl učitelem Zákona Božího Simbirského mužského gymnázia a stal se představeným gymnaziálního chrámu. Zároveň byl stálým zástupcem simbirské eparchie v Simbirské městské dumě.
Dne 6. května 1904 byl povýšen na protojereje. Koncem roku 1917 přišel o práci na gymnáziu.
Roku 1919 byl ustanoven druhým knězem ve Voskresensko-Germanovském chrámu v Simbirsku. Toto místo získal během občanské války v Rusku, kdy mnoho kněží odešlo s Bělogvardějci a otec Ioakim byl jedním z těch kteří neodešli. Podle některých informací byl představeným simbirského katedrálního chrámu.
Roku 1920 ovdověl. Byl postřižen na monacha se jménem Ioakim.
Roku 1921 byl Svatým synodem zvolen biskupem alatyrským a vikarijním biskupem simbirské eparchie. Dne 27. června proběhla jeho biskupská chirotonie. V této době vedl eparchii biskup Alexandr (Trapicyn).
Po zatčení biskupa Alexandra roku 1923 vydal prohlášení o neuznání Renovační vyšší církevní správy a za hlavu církve považoval jen patriarchu Tichona. Začal vést tzv. Alatyrskou autokefalii (samosprávná a nezávislá eparchie).
V březnu 1923 byl zatčen a byl uvězněn v Soloveckém táboře zvláštního určení. V červenci 1926 se podílel na sestavení „Pamětní zprávy soloveckých biskupů“.
Počátkem roku 1927 se vrátil do Alatyru. Vzhledem k tomu Čuvašská renovační eparchiální správa (Alatyr se roku 1925 se stal součástí Čuvašska) apelovala na NKVD Autonomní sovětské socialistické republiky aby uklidnila čuvašský lid v církevním životě a odvedla je od věrnosti patriarchovi Tichonovi. Zároveň požadovali aby nezaregistrovali náboženské komunity podřízené biskupu Ioakimovi. 
V březnu 1927 se zúčastnil eparchiálního sjezdu v Karsunu. Biskup Vissarion (Zorin) požádal aby byla kanonicky uznána Grigoriánská Prozatímní vyšší církevní správa. To se biskupu Vissarionovi podařilo a sám byl zvolen biskupem uljanovským. Ioakim odmítl uznat Grigoriánskou správu a opustil podřízenost biskupa Vissariona. Sám dále řídil některé farnosti v Alatyrském, Ardatovském a v části Korsunském ujezdu.
Dne 26. července 1927 locum tenens patriarchálního trůnu metropolita Sergij (Stragorodskij) pověřil biskupa Ioakima dočasnou správou uljanovské eparchie s výjimkou farností města Uljanovsk, které byly převedeny pod správu penzionovaného biskupa Alexandra (Trapicyna).
Biskup Vissarion se obával že grigoriánské farnosti se navrátí ke kanonické církvi a proto požádal Sjednocenou státní politickou správu (OGPU), aby místní sovětské úřady podnikly kroky proti biskupu Ioakimovi. Ioakim se obrátil na úřady s žádostí o registraci jako správce uljanovské eparchie, což mu bylo zamítnuto pod záminkou, že Alatyr administrativně není součástí Uljanovské gubernie, ale Čuvašské ASSR.
Dne 16. října 1927 se na blahočiním sjezdu devíti grigoriánských farností Uljanovska včetně katedrálního soboru, rozhodlo že přestoupí pod jurisdikci biskupa Ioakima. V lednu 1928 byl zvolen eparchiálním biskupem. Úřady se rozhodli biskupa Ioakima zaregistrovat.
Roku 1928 byl povýšen na arcibiskupa.
Zemřel 18. října 1930 v Uljanovsku. Pohřben byl na městském hřbitově (dnes Starý hřbitov).